# Kedestes lenis
Kedestes lenis là một loài bướm ngày thuộc họ Hesperiidae. Nó được tìm thấy ở Nam Phi.
Sải cánh dài 26–31 mm đối với con đực và 29-35 đối với con cái. Con trưởng thành bay từ tháng 10 đến tháng 3 (nhiều nhất vào spring for ssp. lenis và in midsummer for ssp. alba). Có một lứa một năm.
Ấu trùng ăn Imperata cylindrica và Imperata arundinacea.

## Phụ loài
- Kedestes lenis lenis (Strandfontein phía đông Muizenberg ở West Cape)
- Kedestes lenis alba Henning, Henning, Joannou & Woodhall, 1997 (vungnúi bắc East Cape và Orange Free State, sau đó dọc theo sườn núi đông nam Drakensberg ở KwaZulu-Natal)